# 神大実隕石

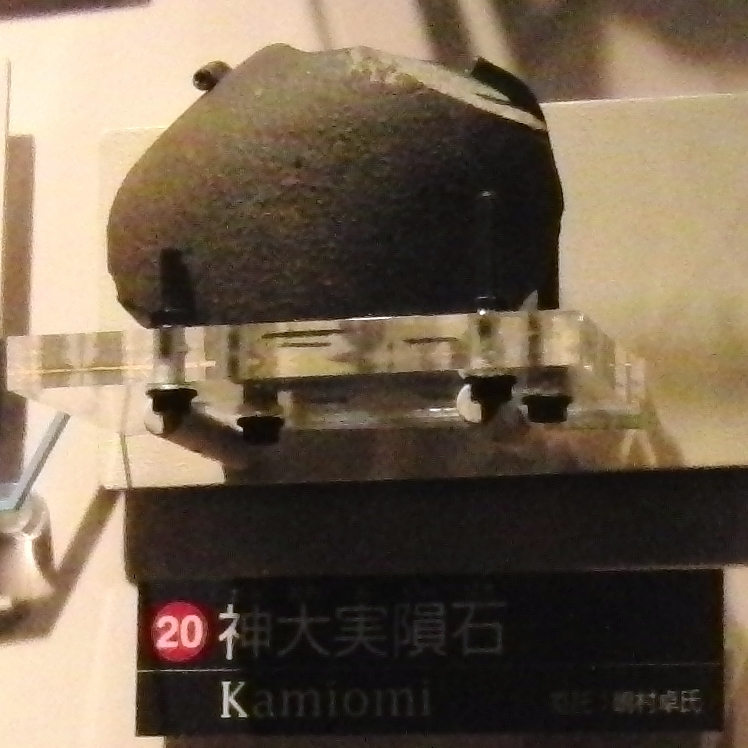
神大実隕石。国立科学博物館の展示。

神大実隕石（かみおおみいんせき）は1915年頃（記録がのこっていないが1913年から1916年の間とされている）の3月から4月の午後3時頃、茨城県猿島郡神大実村（現在の坂東市）に落下した隕石である。農家近くの水田に爆音の後に落下した。当時近在の人々が見物に集まったが、村山定男らによって科学的な調査が行われたのは1970年代に入ってからである。
H4に分類される普通コンドライトで、重量は448gであった。国立科学博物館に実物が、ミュージアムパーク茨城県自然博物館にはレプリカが展示されている。